# Baketwerel
Baketwerel (Baketwernel, Baketwerenré) királyné volt az ókori egyiptomi XX. dinasztia idején; valószínűleg IX. Ramszesz nagy királyi hitvese. A XIX. dinasztia végén élt fáraó, Amenmessze Királyok völgye-beli sírjába temették el (KV10), ahol a négyoszlopos nagy kamrát átalakították és újradíszítették az ő számára. Emiatt korábban Amenmessze feleségének hitték, mára azonban bebizonyosodott, hogy képeit Amenmessze kivésett képei helyére festették.
Címei: A király felesége (ḥmt-nỉswt), A Két Föld úrnője (nb.t-t3.wỉ).